# 中条駅

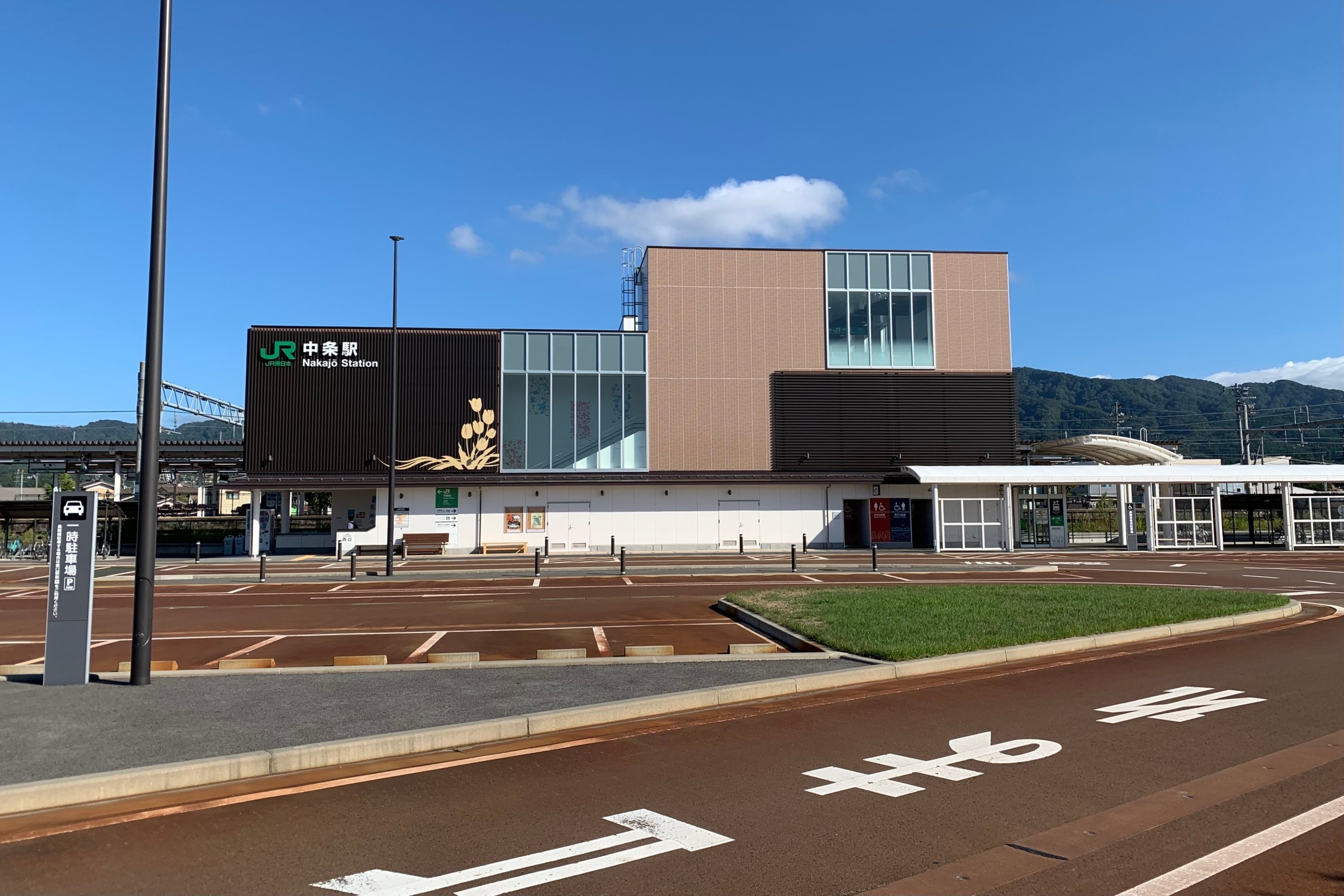
西口（2021年9月）

中条駅（なかじょうえき）は、新潟県胎内市表町にある、東日本旅客鉄道（JR東日本）・日本貨物鉄道（JR貨物）羽越本線の駅である。
胎内市の中心駅で、中条市街地（旧中条町）に位置する。特急「いなほ」の全列車や観光列車「海里」が停車するなど、大半の旅客列車が停車する。

## 歴史
- 1914年（大正3年）
  - 6月1日：国有鉄道村上線の新発田駅 - 中条駅間の開通と同時に開業[1]。一般駅[1]。
  - 11月1日：村上線が村上駅まで開通。
- 1924年（大正13年）7月31日：所属線区を羽越線（のちの羽越本線）に変更。
- 1967年（昭和42年）2月20日：駅舎を改築[新聞 1]。
- 1979年（昭和54年）4月1日：みどりの窓口を開設[新聞 2]。
- 1985年（昭和60年）3月14日：荷物の取り扱いを廃止[1]。
- 1987年（昭和62年）4月1日：国鉄分割民営化により、東日本旅客鉄道（JR東日本）・日本貨物鉄道（JR貨物）の駅となる[1]。
- 1988年（昭和63年）3月13日：専用線発着のコンテナ貨物の取り扱いを開始。
- 1994年（平成6年）12月3日：駅フロントでのコンテナ貨物の取り扱いを開始。
- 1996年（平成8年）3月16日：コンテナ輸送を自動車代行化[1]。
- 2006年（平成18年）4月1日：JR貨物の駅の一部がオフレールステーションとなる。
- 2007年（平成19年）3月8日：自動改札機が設置される。
- 2008年（平成20年）10月：売店（KIOSK）を閉鎖。
- 2010年（平成22年）3月：売店跡地に観光案内所を開設。
- 2012年（平成24年）：観光案内所に売店を増設。駅構内の防犯システムを一新。
- 2014年（平成26年）4月1日：ICカード「Suica」の利用が可能となる[報道 1]。
- 2016年（平成28年）12月3日：橋上駅舎化工事の進捗に伴い、仮駅舎へ移転[2]。
- 2018年（平成30年）7月21日：新駅舎および自由通路の使用を開始[報道 2][新聞 3]。西口広場の一部使用開始[3]。
- 2019年（平成31年）4月1日：観光交流室および西口自転車駐輪場の使用を開始[4]。
- 2020年（令和2年）4月1日：業務委託化。
- 2024年（令和6年）
  - 2月29日：みどりの窓口の営業を終了[5]。
  - 3月1日：指定席券売機を導入[5]。

### 中条駅周辺整備事業

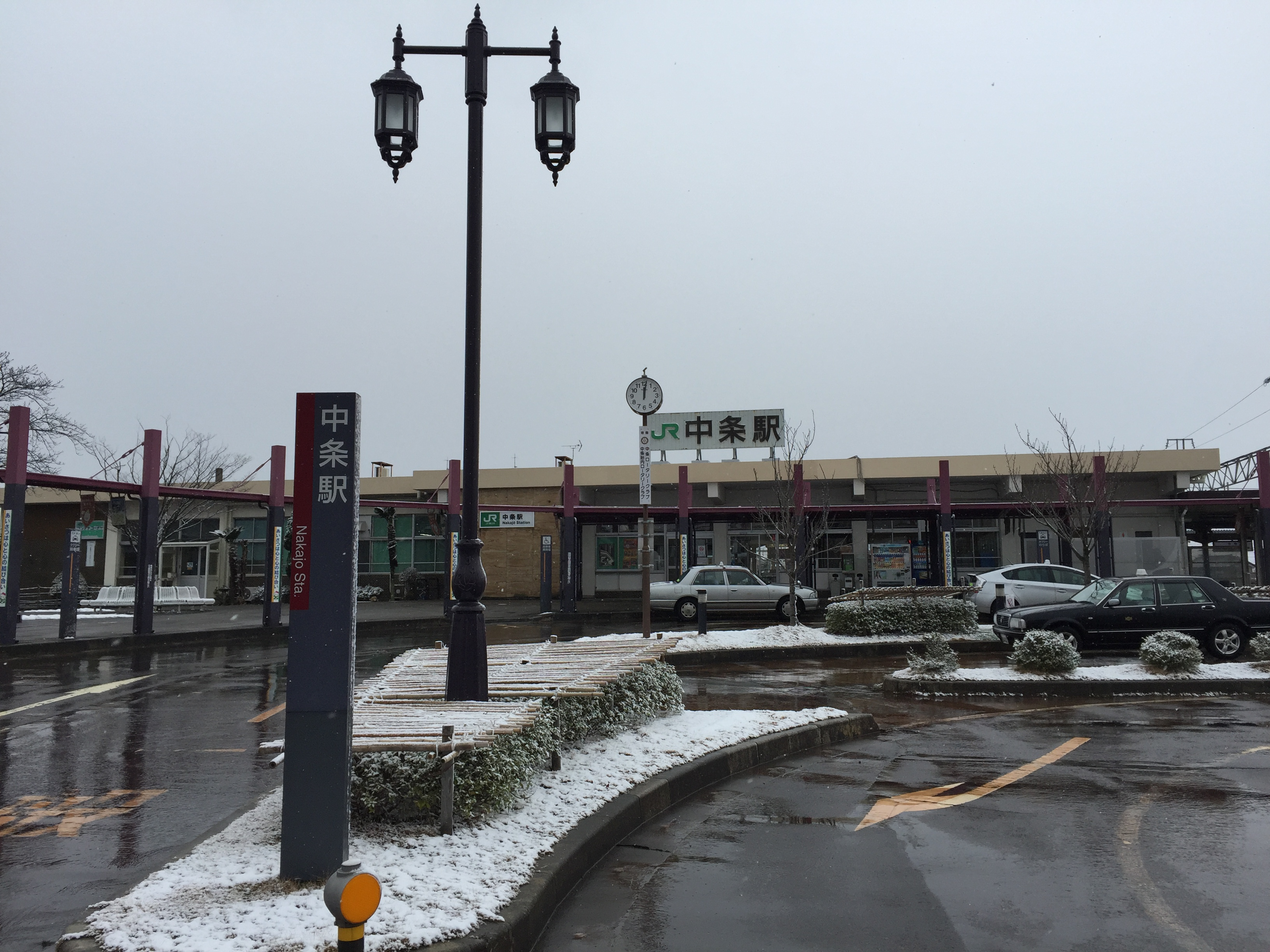
橋上化前に先行して整備された東口駅前広場（2016年2月）

2002年（平成14年）に、当時の中条町は「都市計画マスタープラン」を策定し、交通結節機能の強化などを目的として当駅前に約5000平方メートルの駅前広場を設置する事業に着手した。県と町が1998年（平成10年）から既に事業化していた県道中条停車場線の改良と合わせ各種整備を実施し（中条駅前広場整備事業）、2007年度（平成19年度）末に全面竣工した。
一方、中条地区は市街地化が進捗した一方で当駅周辺には羽越本線を横断する手段が乏しく、当駅を利用する駅西側の住民は踏切を渡るか、大きく迂回して跨線橋を通行するしかない状況が長らく続いていた。特に踏切付近では朝のラッシュ時には列車の通過待ちによる渋滞もしばしば発生していた。
胎内市の新設合併後である2006年（平成18年）には、市の施策計画として「第一次胎内市総合計画」が策定され、それを踏まえて都市計画マスタープランも策定された。このマスタープランには東側のみにしか駅舎がなかった当駅に新たに西口を新設する「中条駅西口周辺整備事業」が新規事業として盛り込まれた。基本構想案では駅西側に西口駅前広場を整備し、自由通路を併設した橋上駅舎を建設するというもので、敷地にはJR貨物の廃線敷が活用されることとなった。
この事業は第13回まち交大賞（部門賞 まちづくりシナリオ賞）を受賞。2018年（平成30年）7月に橋上駅舎・自由通路の供用開始および西口広場の一部供用開始が行われた。

## 駅構造
単式ホーム2面2線を有する橋上駅である。かつては単式・島式混合の2面3線を有していたが、2024年（令和6年）3月時点では2面2線での運用となっている。互いのホームは橋上駅舎で連絡している。このほか、ホームのない側線が3番線の西側に複数敷設されていた（撤去済み）。
村上駅管理の業務委託駅で、駅業務はJR東日本新潟シティクリエイト（JENIC）が受託している。駅舎2階には自動券売機、指定席券売機、自動改札機、待合室（改札内）、トイレ（改札内）などがあり、東西を結ぶ自由通路には胎内の旬を発信する大型ディスプレイが設けられている。1階にはトイレ（東西両方）のほか、東口側には待合機能や観光案内機能を備えた「観光交流室」があり、レンタサイクルの取り扱いもある。東口・西口のエントランス部と両ホームには階段のほか、エレベーターが設置されている。

### のりば
| 番線 | 路線      | 方向 | 行先                       |
| ---- | --------- | ---- | -------------------------- |
| 1    | ■羽越本線 | 上り | 新発田・新津・新潟方面     |
| 3    | ■羽越本線 | 下り | 村上・鶴岡・酒田・秋田方面 |

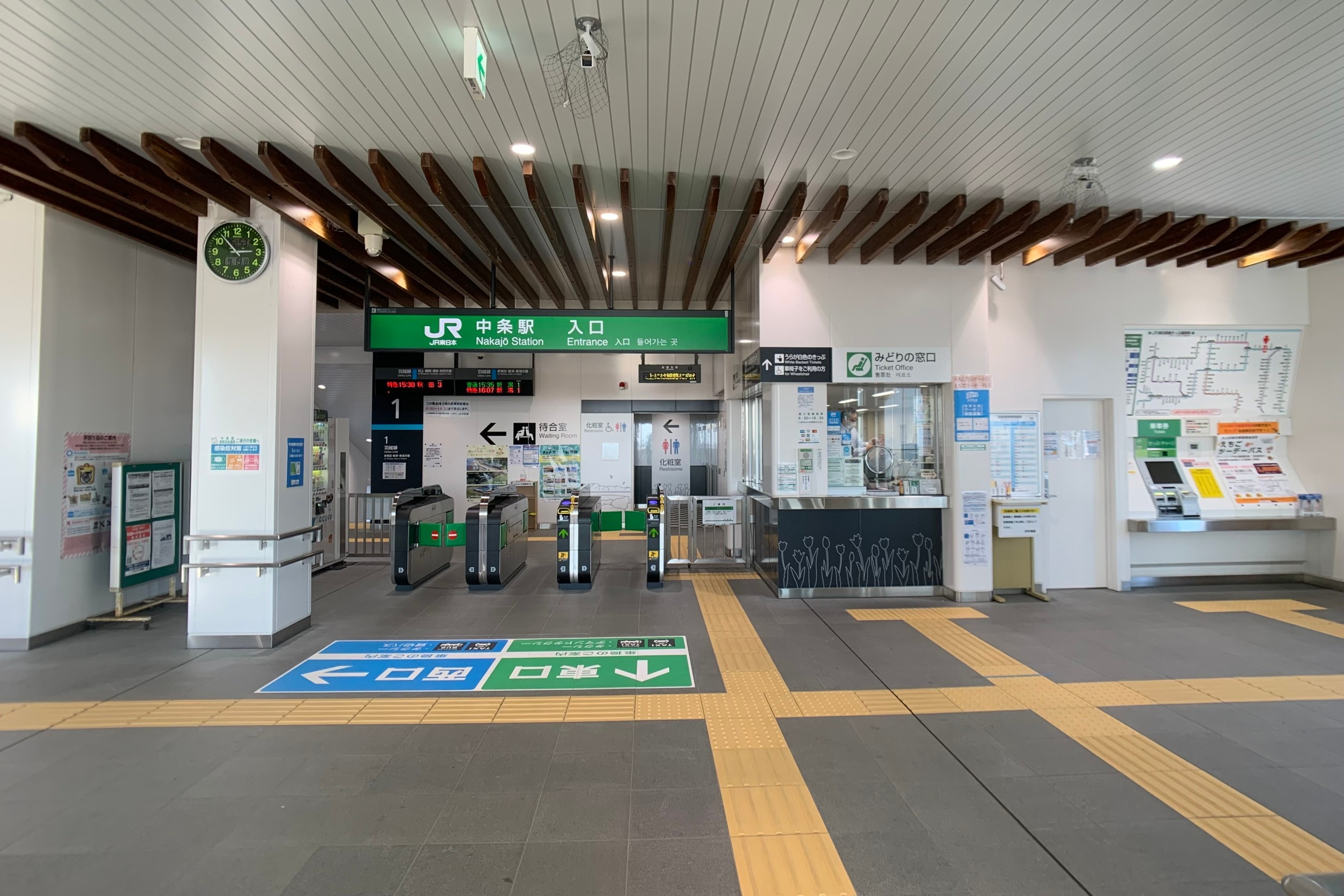
改札口（2021年9月）
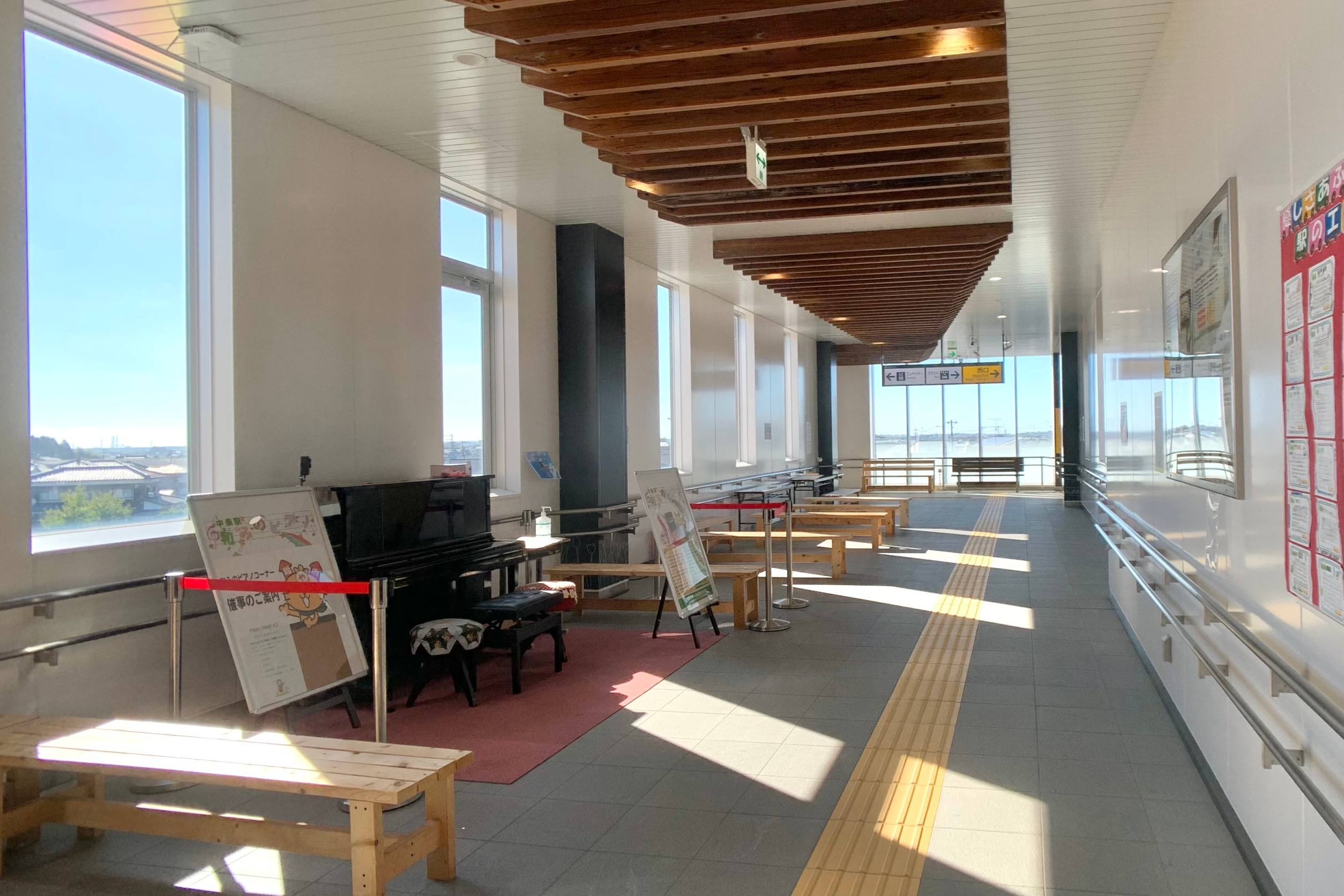
自由通路と2021年6月に設置された「和みのピアノ」[15][新聞 4]（2021年9月）
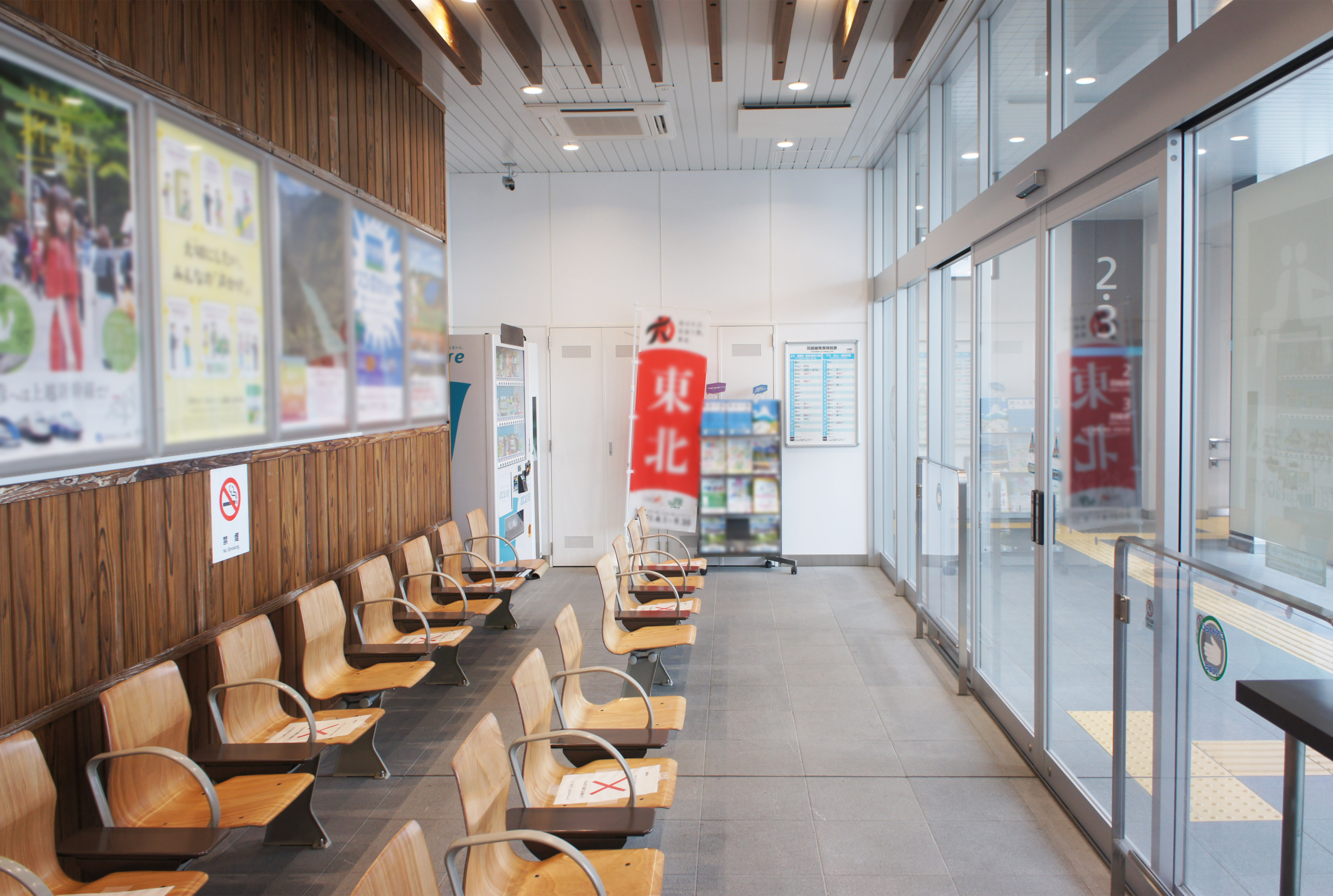
待合室（2021年9月）
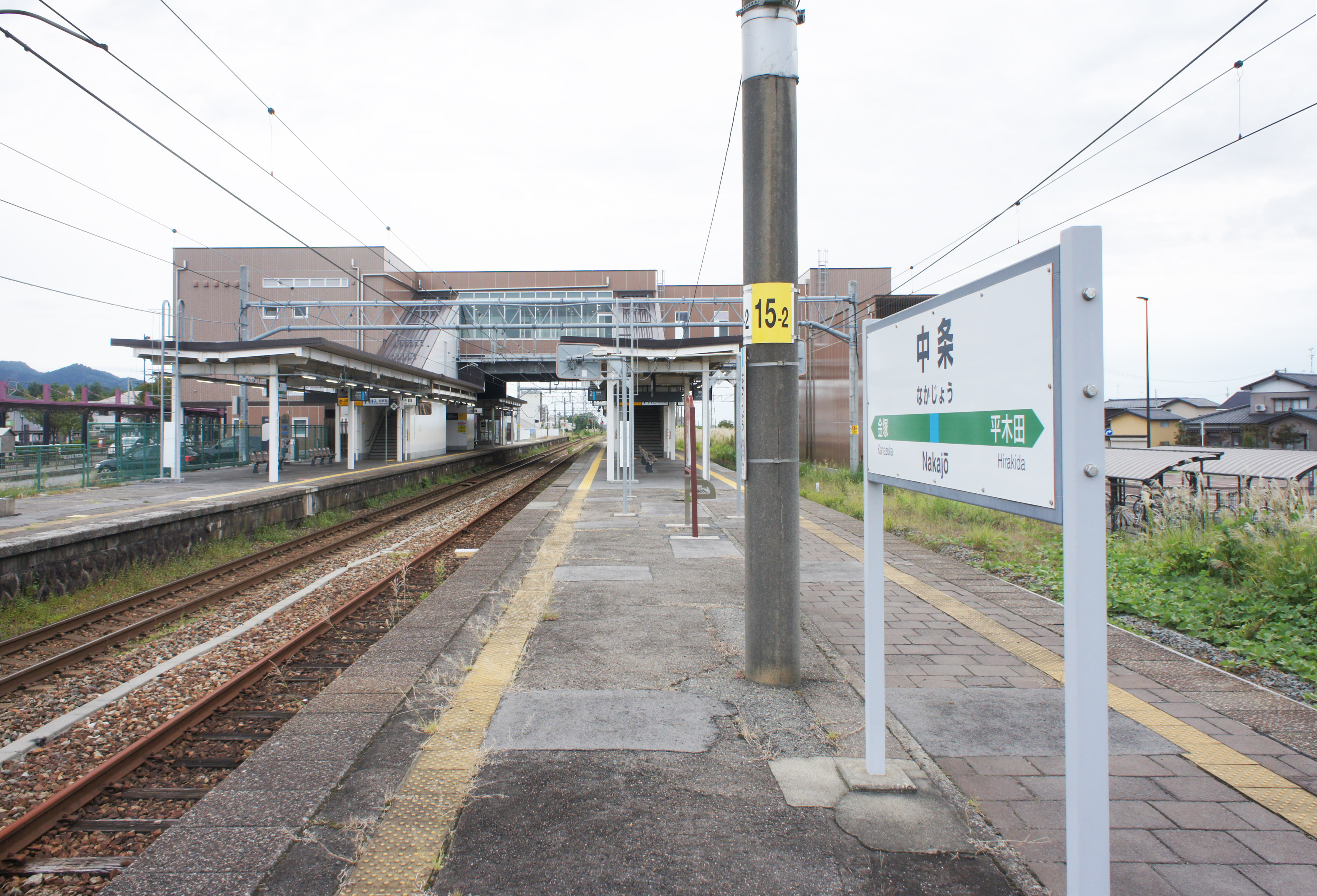
ホーム（2021年9月）

## 貨物取扱
JR貨物の駅は、コンテナ貨物（12フィートコンテナのみ）と、臨時車扱貨物の取扱駅となっている。コンテナ輸送はトラック便によって行われる。

### 中条オフレールステーション
中条オフレールステーション（略称：中条ORS）は、JR貨物中条駅に属し、駅舎の南側にあるコンテナ集配基地である。新潟貨物ターミナル駅との間でトラック便が1日3.5往復（当駅発が3本）運行されている。
かつてはコンテナも列車で輸送されていたが、1996年（平成8年）3月よりトラック代行になり、自動車代行駅となった。

### 専用線
かつては構内西側の側線から本線西側に沿って北へ伸び、クラレ中条事業所へ至る専用線が分岐していた。専用線はタンク車による化学薬品輸送に使用され、苛性ソーダや塩酸（両者とも酒田港駅発送）などが到着していたが、2008年（平成20年）3月に廃止された。1996年（平成8年）まではコンテナ輸送も行われていた。
また、駅南側にある水澤化学工業中条工場への専用線もあったが、1990年代後半に廃止された。

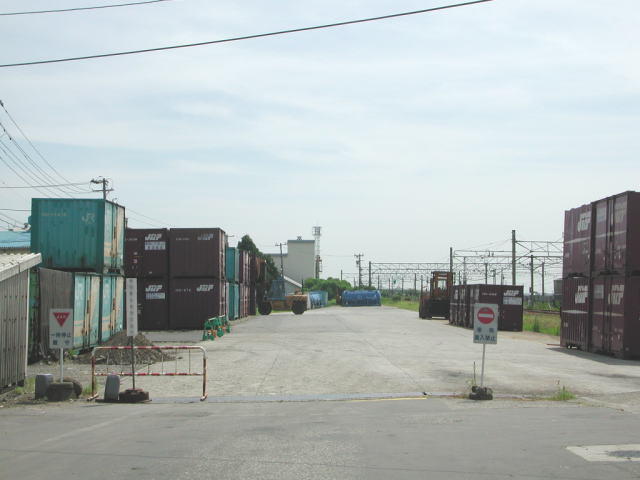
中条オフレールステーション
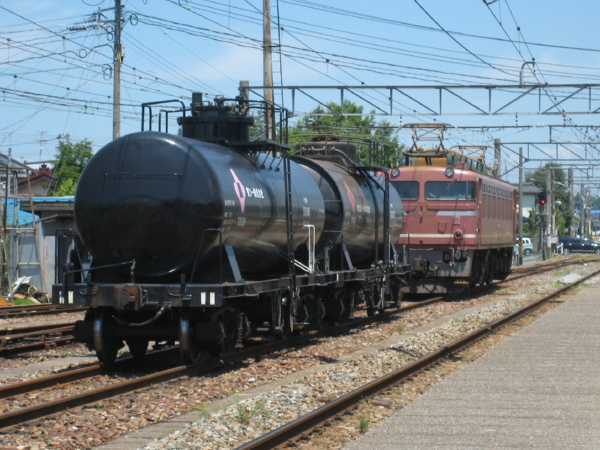
入換作業中の電気機関車（2007年7月）

## 利用状況
JR東日本によると、2023年度（令和5年度）の1日平均乗車人員は1,016人である。
1965年度（昭和40年度）、1970年度（昭和45年度）、1975年度（昭和50年度）、2000年度（平成12年度）以降の推移は以下のとおりである。
| 1日平均乗車人員推移 | 1日平均乗車人員推移 | 1日平均乗車人員推移 | 1日平均乗車人員推移 | 1日平均乗車人員推移 |
| 年度                | 定期外              | 定期                | 合計                | 出典                |
| ------------------- | ------------------- | ------------------- | ------------------- | ------------------- |
| 1965年（昭和40年）  |                     |                     | 2,038               | [ 他 1 ]            |
| 1970年（昭和45年）  |                     |                     | 1,797               | [ 他 2 ]            |
| 1975年（昭和50年）  |                     |                     | 1,761               | [ 他 3 ]            |
| 2000年（平成12年）  |                     |                     | 1,596               | [ JR 2 ]            |
| 2001年（平成13年）  |                     |                     | 1,504               | [ JR 3 ]            |
| 2002年（平成14年）  |                     |                     | 1,449               | [ JR 4 ]            |
| 2003年（平成15年）  |                     |                     | 1,444               | [ JR 5 ]            |
| 2004年（平成16年）  |                     |                     | 1,414               | [ JR 6 ]            |
| 2005年（平成17年）  |                     |                     | 1,368               | [ JR 7 ]            |
| 2006年（平成18年）  |                     |                     | 1,326               | [ JR 8 ]            |
| 2007年（平成19年）  |                     |                     | 1,330               | [ JR 9 ]            |
| 2008年（平成20年）  |                     |                     | 1,300               | [ JR 10 ]           |
| 2009年（平成21年）  |                     |                     | 1,254               | [ JR 11 ]           |
| 2010年（平成22年）  |                     |                     | 1,236               | [ JR 12 ]           |
| 2011年（平成23年）  |                     |                     | 1,213               | [ JR 13 ]           |
| 2012年（平成24年）  | 246                 | 986                 | 1,232               | [ JR 14 ]           |
| 2013年（平成25年）  | 240                 | 1,020               | 1,261               | [ JR 15 ]           |
| 2014年（平成26年）  | 244                 | 949                 | 1,193               | [ JR 16 ]           |
| 2015年（平成27年）  | 245                 | 968                 | 1,214               | [ JR 17 ]           |
| 2016年（平成28年）  | 250                 | 949                 | 1,199               | [ JR 18 ]           |
| 2017年（平成29年）  | 245                 | 946                 | 1,191               | [ JR 19 ]           |
| 2018年（平成30年）  | 260                 | 929                 | 1,189               | [ JR 20 ]           |
| 2019年（令和元年）  | 248                 | 907                 | 1,155               | [ JR 21 ]           |
| 2020年（令和02年）  | 130                 | 770                 | 901                 | [ JR 22 ]           |
| 2021年（令和03年）  | 146                 | 782                 | 929                 | [ JR 23 ]           |
| 2022年（令和04年）  | 186                 | 821                 | 1,008               | [ JR 24 ]           |
| 2023年（令和05年）  | 223                 | 793                 | 1,016               | [ JR 1 ]            |

### 貨物
「新潟県統計年鑑」によると、1993年度（平成5年度）以降の貨物輸送の推移は以下のとおりである。
1993年度（平成5年度）- 1998年度（平成10年度）
| 貨物輸送推移（1993年度 - 1998年度） | 貨物輸送推移（1993年度 - 1998年度） | 貨物輸送推移（1993年度 - 1998年度） |
| 年度                                | 発送貨物 （単位：トン）             | 出典                                |
| ----------------------------------- | ----------------------------------- | ----------------------------------- |
| 1993年（平成05年）                  | 80,341                              | [ 新潟 1 ]                          |
| 1994年（平成06年）                  | 87,468                              | [ 新潟 1 ]                          |
| 1995年（平成07年）                  | 79,670                              | [ 新潟 1 ]                          |
| 1996年（平成08年）                  | 70,558                              | [ 新潟 1 ]                          |
| 1997年（平成09年）                  | 68,081                              | [ 新潟 1 ]                          |
| 1998年（平成10年）                  | 68,276                              | [ 新潟 2 ]                          |

1999年度（平成11年度）以降
| 貨物輸送推移（1999年度以降） | 貨物輸送推移（1999年度以降） | 貨物輸送推移（1999年度以降） |
| 年度                         | 発送貨物 （単位：千トン）    | 出典                         |
| ---------------------------- | ---------------------------- | ---------------------------- |
| 1999年（平成11年）           | 66.8                         | [ 新潟 3 ]                   |
| 2000年（平成12年）           | 66.1                         | [ 新潟 3 ]                   |
| 2001年（平成13年）           | 59.0                         | [ 新潟 3 ]                   |
| 2002年（平成14年）           | 54.7                         | [ 新潟 3 ]                   |
| 2003年（平成15年）           | 53.8                         | [ 新潟 3 ]                   |
| 2004年（平成16年）           | 47.9                         | [ 新潟 4 ]                   |
| 2005年（平成17年）           | 51.1                         | [ 新潟 4 ]                   |
| 2006年（平成18年）           | 39.7                         | [ 新潟 4 ]                   |
| 2007年（平成19年）           | 34.9                         | [ 新潟 4 ]                   |
| 2008年（平成20年）           | 37.9                         | [ 新潟 4 ]                   |
| 2009年（平成21年）           | 37.3                         | [ 新潟 5 ]                   |
| 2010年（平成22年）           | 40.7                         | [ 新潟 5 ]                   |
| 2011年（平成23年）           | 42.4                         | [ 新潟 5 ]                   |
| 2012年（平成24年）           | 46.0                         | [ 新潟 5 ]                   |
| 2013年（平成25年）           | 50.6                         | [ 新潟 5 ]                   |
| 2014年（平成26年）           | 51.3                         | [ 新潟 6 ]                   |
| 2015年（平成27年）           | 55.1                         | [ 新潟 6 ]                   |
| 2016年（平成28年）           | 56.1                         | [ 新潟 6 ]                   |
| 2017年（平成29年）           | 59.0                         | [ 新潟 6 ]                   |
| 2018年（平成30年）           | 58.4                         | [ 新潟 6 ]                   |
| 2019年（令和元年）           | 60.5                         | [ 新潟 7 ]                   |
| 2020年（令和02年）           | 48.0                         | [ 新潟 7 ]                   |
| 2021年（令和03年）           | 33.2                         | [ 新潟 7 ]                   |
| 2022年（令和04年）           | 31.9                         | [ 新潟 7 ]                   |
| 2023年（令和05年）           | 32.4                         | [ 新潟 7 ]                   |

## 駅周辺
前述の事業により東口および西口に駅前広場が整備され、ロータリー化されている。東口には広場に隣接してパークアンドライドとしても利用できる駐車場が設けられている。また、12月から2月ごろまで東口の桜のライトアップが行われる。

### 東口側
古くからの宿場町・中条の市街地である。
- 新潟県道585号中条停車場線
- 国道7号（中条黒川バイパス）
- 中条駅前簡易郵便局
- 胎内市役所
- 水澤化学工業中条工場
- 中条郵便局
- 第四北越銀行中条中央支店・中条支店
- 新潟縣信用組合中条支店
- サザン・イリノイ・ユニバーシティ新潟校跡地
- 新潟県立中条高等学校
- 胎内市立中条中学校
- 胎内市立中条小学校
- 蔦屋書店中条店（TSUTAYA）
- ウオロク中条店
- 大阪屋中条店
- ブックオフ中条店
- コメリ中条店
- 小野商店（模型店）
- ヤマダ電機テックランド胎内店（南東へ車3分）
- セブン-イレブン胎内中条店
- イオンスタイル中条

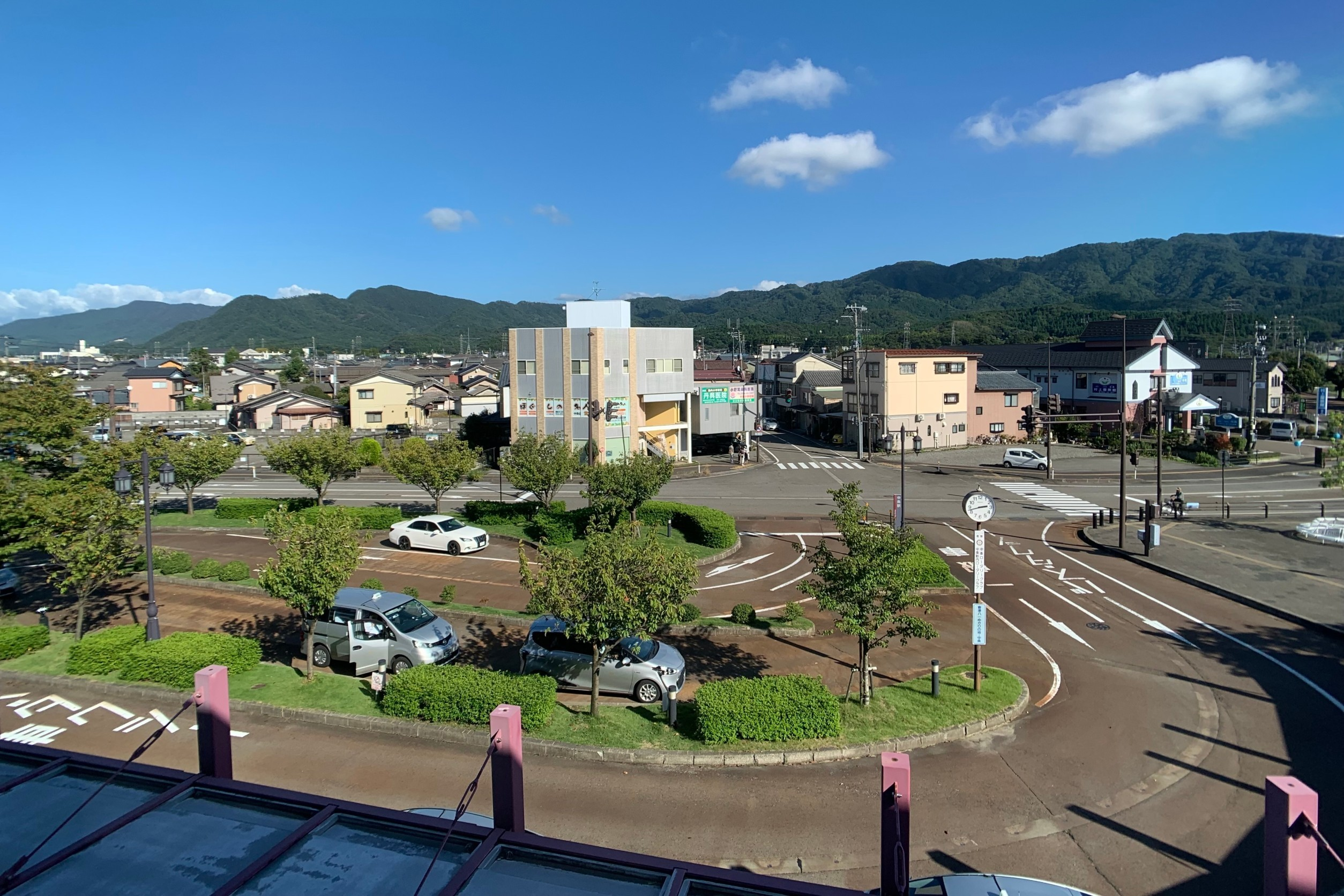
東口駅前広場（2021年9月）
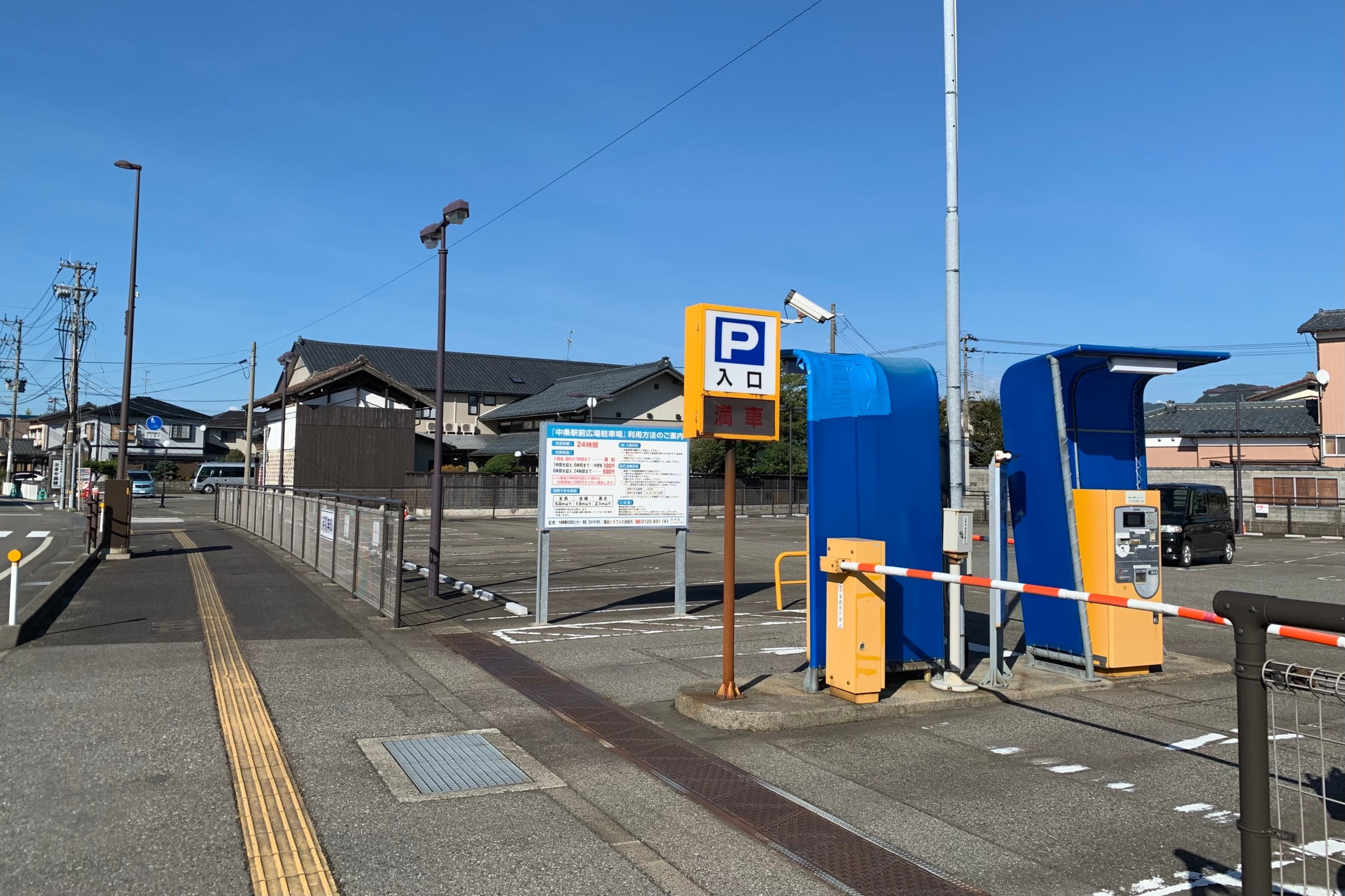
東口の中条駅前自動車駐車場（2021年9月）

### 西口側

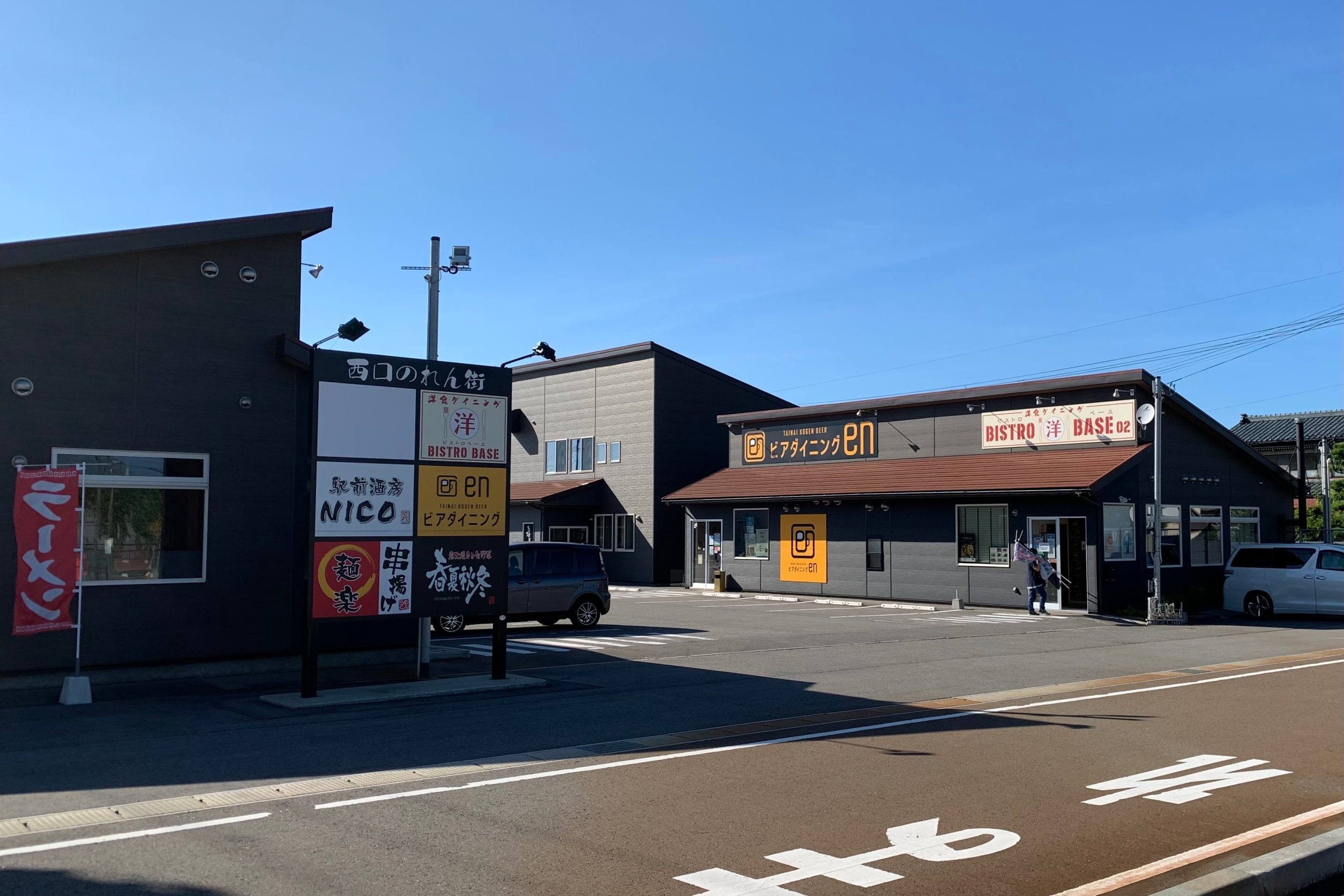
西口のれん街（2021年9月）

西口新設にあわせて宅地分譲が行われているほか、飲食店街「西口のれん街」が整備された。
- 医療法人社団 共生会 中条中央病院
- 奥山荘（おくやまのしょう）歴史館
- 胎内市立胎内小学校
- クラレ新潟事業所

## バス路線

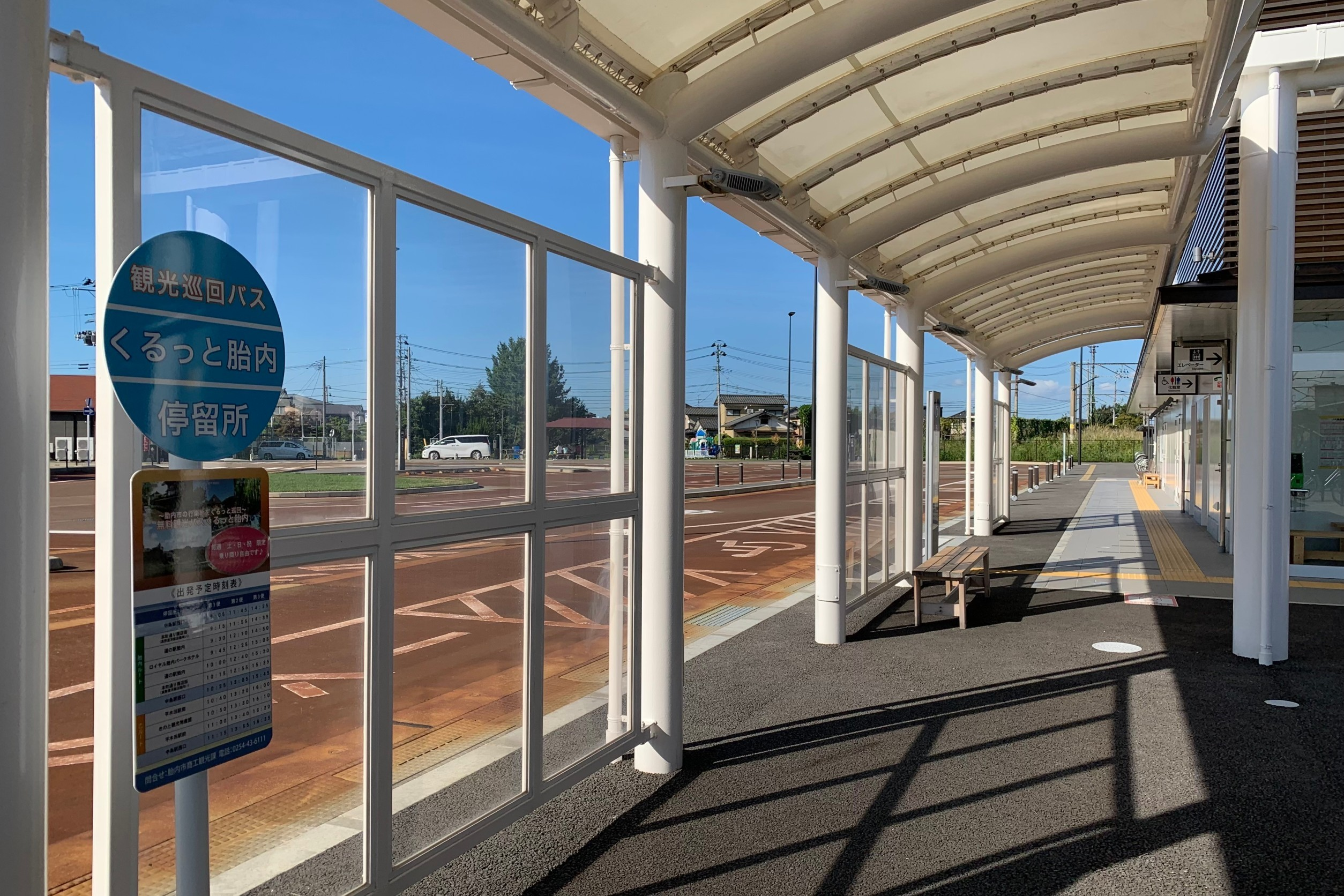
西口の無料観光巡回バス「くるっと胎内」のりば（2021年9月）

東口ロータリー内からはデマンド型交通が、西口ロータリー内からは観光バスが発着する。かつては新潟交通観光バスの一般路線バスも運行されていたが、2017年（平成29年）秋以降はデマンド型交通に一本化された。
- 予約制のりあい自動車「のれんす号」[17] - 市内ほぼ全域をカバーするデマンド型交通。市民のみならず市外在住の人や観光の足としての利用も想定されている[18]。
- 無料観光バス「くるっと胎内」[19][新聞 6] - 季節限定で土・日・祝のみ運行。

## その他
- 南イリノイ大学カーボンデール校が市内に分校を置いていたこともあり、駅舎内の時刻表パネルには日本語と英語が併記されている。
- 市内に「日立製作所」のグループ企業である「日立産機システム 中条事業所」がある縁から、駅の設備の一部（待合室に設置されている液晶テレビや照明器具など）は同社が寄贈している。

## 隣の駅
東日本旅客鉄道（JR東日本）
■羽越本線
- 特急「いなほ」・臨時快速「海里」停車駅

■快速（下りのみ運転）
新発田駅 → 中条駅 → 坂町駅
■普通
金塚駅 - 中条駅 - 平木田駅

### 記事本文
1. 1 2 3 4 5 6  石野哲（編）『停車場変遷大事典 国鉄・JR編 Ⅱ』（初版）JTB、1998年10月1日、559頁。ISBN 978-4-533-02980-6。
2. ↑  “中条駅西口周辺整備事業 JR中条駅 仮駅舎建築工事”.   胎内市公式サイト (2016年12月7日). 2017年5月7日時点のオリジナルよりアーカイブ。2017年5月7日閲覧。
3. ↑  “市報たいない お知らせ版 No.310 2018年7月15日号 > 7月21日 中条駅西口広場の一部供用開始” (PDF).   胎内市. p. 1. 2019年12月30日時点のオリジナルよりアーカイブ。2025年4月13日閲覧。
4. ↑  “市報たいない No.326 2019年3月15日号 > 4月1日 中条駅に新たな施設がオープン” (PDF).   胎内市. p. 1. 2025年4月13日閲覧。
5. 1 2 3  “駅の情報（中条駅）：JR東日本”.   東日本旅客鉄道. 2024年2月5日時点のオリジナルよりアーカイブ。2024年2月5日閲覧。
6. ↑  中条町の都市計画：駅前広場整備事業（中条町）（2005年7月28日アーカイブ） - 国立国会図書館Web Archiving Project
7. ↑  胎内市の都市計画：駅前広場整備事業（胎内市）（2014年2月12日アーカイブ） - 国立国会図書館Web Archiving Project
8. ↑  「中条駅前広場整備事業」（PDF）『まちだよりなかじょう』第781号、中条町、2003年10月1日、2-3頁。
9. ↑  “第1次胎内市総合計画”.   胎内市. 2019年12月30日閲覧。
10. ↑  “胎内市都市計画マスタープラン”.   胎内市. 2019年12月30日閲覧。
11. ↑  平成29年度 都市再生整備計画事業事例集：実施地区 中条駅周辺地区 - 国土交通省北陸地方整備局.2019年12月30日閲覧。
12. 1 2 3 4  “JR東日本：駅構内図・バリアフリー情報（中条駅）”.   東日本旅客鉄道. 2025年4月13日閲覧。
13. ↑  “JR東日本：駅構内図（中条駅）”.   東日本旅客鉄道. 2023年8月23日時点のオリジナルよりアーカイブ。2025年4月13日閲覧。
14. 1 2 3 4 5 6  “市報たいない No.311 2018年8月1日号 > あたらしい中条駅が完成しました” (PDF).   胎内市. pp. 1-3. 2019年12月30日時点のオリジナルよりアーカイブ。2025年4月13日閲覧。
15. ↑  “中条駅にストリートピアノを設置します”.   胎内市 (2021年6月2日). 2021年6月8日時点のオリジナルよりアーカイブ。2021年10月3日閲覧。
16. ↑  “中条駅前自動車駐車場”.   胎内市. 2019年12月30日閲覧。
17. ↑  “予約制のりあい自動車「のれんす号」”.   胎内市. 2019年12月30日閲覧。
18. ↑  “予約制のりあい自動車 のれんす号 のご案内”.   胎内市観光協会. 2021年5月17日時点のオリジナルよりアーカイブ。2019年12月30日閲覧。
19. ↑  “無料観光バスくるっと胎内”.   胎内市. 2020年10月21日時点のオリジナルよりアーカイブ。2021年5月2日閲覧。

#### 報道発表資料
1. ↑  『Suicaの一部サービスをご利用いただける駅が増えます』（PDF）（プレスリリース）東日本旅客鉄道、2013年11月29日。2025年4月13日閲覧。
2. ↑  『羽越本線 中条駅「橋上駅舎」7月21日（土）開業!』（PDF）（プレスリリース）東日本旅客鉄道新潟支社、2018年5月29日。

#### 新聞記事
1. ↑  「中条駅が装い新たに」『交通新聞』交通協力会、1967年2月21日、2面。
2. ↑  「中条駅に「みどりの窓口」」『交通新聞』交通協力会、1979年4月6日、2面。
3. ↑  「中条駅新駅舎が開業 胎内 記念式典にぎわう」『新潟日報』2018年7月22日。オリジナルの2018年7月26日時点におけるアーカイブ。2025年4月13日閲覧。
4. ↑  「「駅ピアノ」お披露目 調べで交流 胎内・中条駅通路に設置」『新潟日報』2021年6月17日。[リンク切れ]
5. ↑  「新潟県胎内市で「ウエストタウン中条」が建設中」『にいがた経済新聞』2019年8月14日。
6. ↑  「新潟・胎内市、無料観光バス運行 外国人客を誘致」『日本経済新聞』2019年4月22日。

### 利用状況

#### JR東日本
1. 1 2  “各駅の乗車人員（2023年度）”.   東日本旅客鉄道. 2024年7月21日閲覧。
2. ↑  “各駅の乗車人員（2000年度）”.   東日本旅客鉄道. 2019年2月25日閲覧。
3. ↑  “各駅の乗車人員（2001年度）”.   東日本旅客鉄道. 2019年2月25日閲覧。
4. ↑  “各駅の乗車人員（2002年度）”.   東日本旅客鉄道. 2019年2月25日閲覧。
5. ↑  “各駅の乗車人員（2003年度）”.   東日本旅客鉄道. 2019年2月25日閲覧。
6. ↑  “各駅の乗車人員（2004年度）”.   東日本旅客鉄道. 2019年2月25日閲覧。
7. ↑  “各駅の乗車人員（2005年度）”.   東日本旅客鉄道. 2019年2月25日閲覧。
8. ↑  “各駅の乗車人員（2006年度）”.   東日本旅客鉄道. 2019年2月25日閲覧。
9. ↑  “各駅の乗車人員（2007年度）”.   東日本旅客鉄道. 2019年2月25日閲覧。
10. ↑  “各駅の乗車人員（2008年度）”.   東日本旅客鉄道. 2019年2月25日閲覧。
11. ↑  “各駅の乗車人員（2009年度）”.   東日本旅客鉄道. 2019年2月25日閲覧。
12. ↑  “各駅の乗車人員（2010年度）”.   東日本旅客鉄道. 2019年2月25日閲覧。
13. ↑  “各駅の乗車人員（2011年度）”.   東日本旅客鉄道. 2019年2月25日閲覧。
14. ↑  “各駅の乗車人員（2012年度）”.   東日本旅客鉄道. 2019年2月25日閲覧。
15. ↑  “各駅の乗車人員（2013年度）”.   東日本旅客鉄道. 2019年2月25日閲覧。
16. ↑  “各駅の乗車人員（2014年度）”.   東日本旅客鉄道. 2019年2月25日閲覧。
17. ↑  “各駅の乗車人員（2015年度）”.   東日本旅客鉄道. 2019年2月25日閲覧。
18. ↑  “各駅の乗車人員（2016年度）”.   東日本旅客鉄道. 2019年2月25日閲覧。
19. ↑  “各駅の乗車人員（2017年度）”.   東日本旅客鉄道. 2019年2月25日閲覧。
20. ↑  “各駅の乗車人員（2018年度）”.   東日本旅客鉄道. 2019年7月21日閲覧。
21. ↑  “各駅の乗車人員（2019年度）”.   東日本旅客鉄道. 2020年7月13日閲覧。
22. ↑  “各駅の乗車人員（2020年度）”.   東日本旅客鉄道. 2021年7月25日閲覧。
23. ↑  “各駅の乗車人員（2021年度）”.   東日本旅客鉄道. 2022年8月8日閲覧。
24. ↑  “各駅の乗車人員（2022年度）”.   東日本旅客鉄道. 2023年7月12日閲覧。

#### 新潟県
1. ↑  “第10章 運輸” (xls). 第109回 新潟県統計年鑑 1998.   新潟県. 2020年8月13日時点のオリジナルよりアーカイブ。2020年8月13日閲覧。
2. ↑  “第10章 運輸” (xls). 第110回 新潟県統計年鑑 1999.   新潟県. 2020年8月13日時点のオリジナルよりアーカイブ。2020年8月13日閲覧。
3. ↑  “第11章 運輸” (xls). 第115回 新潟県統計年鑑 2004.   新潟県 (2005年3月). 2020年8月13日時点のオリジナルよりアーカイブ。2020年8月13日閲覧。
4. ↑  “第11章 運輸” (PDF). 第120回 新潟県統計年鑑 2009.   新潟県. p. 216 (2010年3月). 2020年8月13日時点のオリジナルよりアーカイブ。2020年8月13日閲覧。
5. ↑  “第11章 運輸” (PDF). 第125回 新潟県統計年鑑 2014.   新潟県. p. 208 (2015年3月). 2020年8月13日時点のオリジナルよりアーカイブ。2020年8月13日閲覧。
6. ↑  “第11章 運輸” (PDF). 第130回 新潟県統計年鑑 2019.   新潟県. p. 208 (2020年3月). 2020年8月13日時点のオリジナルよりアーカイブ。2020年8月13日閲覧。
7. ↑  “第11章 運輸” (PDF). 第135回 新潟県統計年鑑 2024.   新潟県. p. 190 (2025年3月). 2025年4月13日閲覧。

#### その他
1. ↑  鉄道統計年報昭和40年版p100　新潟鉄道管理局
2. ↑  鉄道統計年報昭和45年版p90-91　新潟鉄道管理局
3. ↑  鉄道統計年報昭和50年版p64-65　新潟鉄道管理局